# Ponte Chrapovickij
Il ponte Chrapovickij è un ponte sul fiume Moika nel distretto Admiraltejski di San Pietroburgo, che collega la seconda isola dell'Ammiragliato e le isole Kolomenskij.

## Posizione
Collega gli argini dei canali Admiraltejskij e Novo-Admiraltejskij con via Pisarev. Accanto al ponte si trovano il complesso New Holland e il Palazzo Alekseevskij.
A monte c'è il ponte Krasnoflotskij e a valle il ponte Korabel'nyj.
Le stazioni della metropolitana più vicine sono Sadovaja e Admiraltejskaja.

## Nome

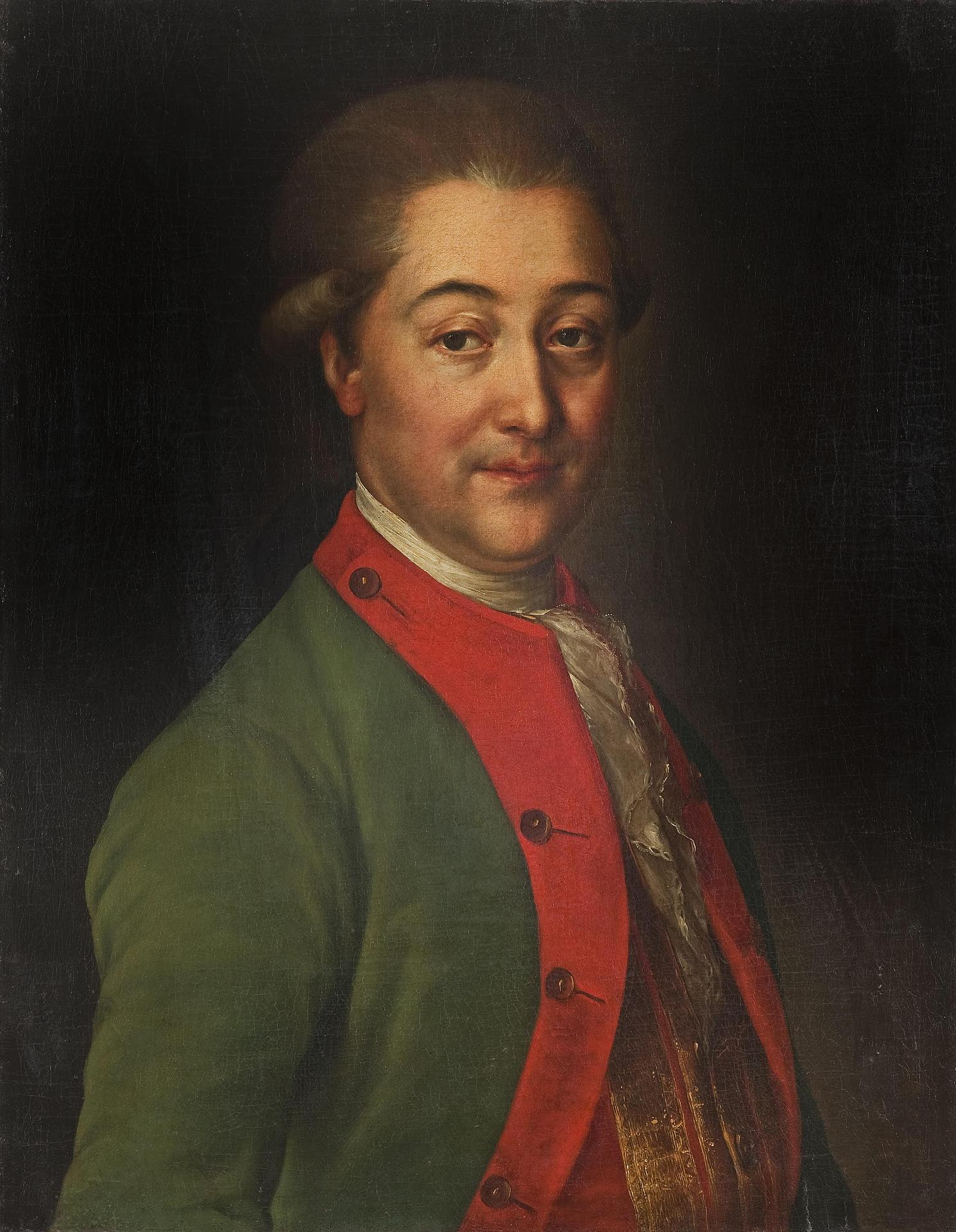
Ritratto di A. Chrapovickijj

Dal 1738 al 1753 il ponte fu chiamato Giallo, secondo il colore nel quale era dipinto. Dal 1753 divenne Galernij o Korabelnij, dal cantiere navale Galernaja situato nei pressi, che nel 1740 fu trasferito nell'Isola Vasil'evskij. Sulla pianta del 1798, il ponte è stato contrassegnato come Sinijavin. Dal 1770 il ponte ha preso il nome del proprietario della villa situata vicino al ponte, A. Chrapovickij, segretario di Caterina II, autore di "Memorie" contenente ampio materiale sulla storia della Russia nell'ultimo quarto del XVIII secolo.

## Storia

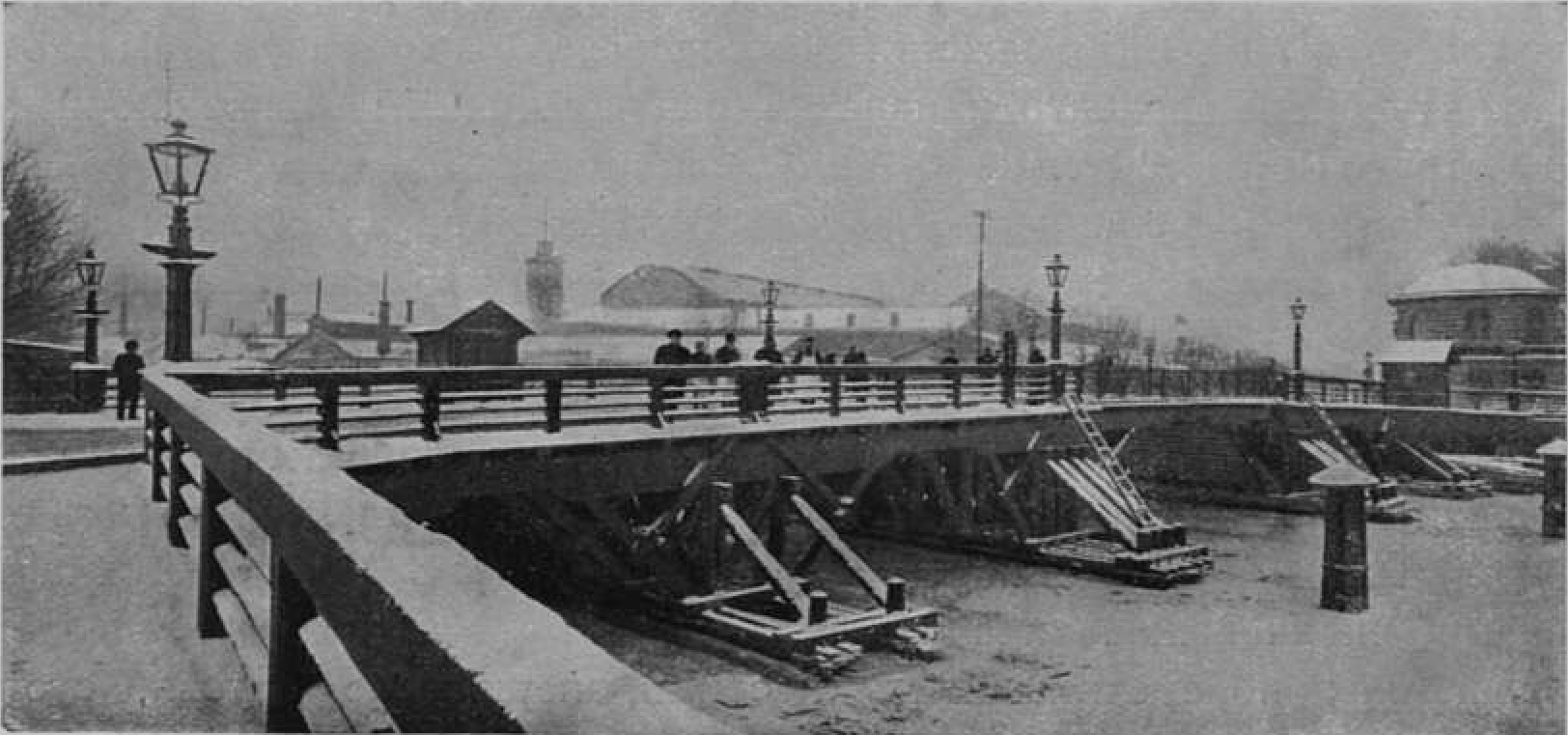
Ponte Chrapovickij in legno

Dal 1737 esisteva in questo posto un ponte a travi in legno a più campate con un ponte levatoio al centro. Il ponte di legno fu ripetutamente riparato (nel 1875, nel 1894, e nel 1907). Nel 1935, durante la successiva riparazione, il ponte levatoio fu eliminato. Nel 1965-1967, secondo il progetto dell'ingegnere E.E. Boltunova e dell'architetto L.E. Noskova, il ponte è stato ricostruito con telaio-cantilever in cemento armato a campata unica.

## Disegno
Il ponte è a campata unica, in cemento armato e telaio-cantilever con cerniera al centro della campata. La sovrastruttura ha un profilo curvilineo della fascia inferiore ed è realizzata in cemento armato precompresso. Le travi a sbalzo sono chiuse al centro della campata per mezzo di una cerniera imperfetta. Alla sommità, le travi sono unite da un solaio in cemento armato della sede stradale, che è compreso nell'opera delle travi principali. Le facciate sono rivestite con lamiere. Le spalle del ponte sono massicce, realizzate in cemento armato monolitico, su fondamenta a pali, rivestite in granito. La lunghezza totale del ponte è di 45,4 metri mentre la larghezza è di 20,5.
Il ponte è destinato alla circolazione di veicoli e pedoni. La carreggiata comprende 3 corsie per il traffico. La copertura della carreggiata e dei marciapiedi è in asfalto. I marciapiedi sono separati dalla carreggiata da un cordolo in granito. Le ringhiere sono in ghisa, su spalle sormontate da parapetto in granito.